# Česko na Halovém mistrovství světa v atletice 2004

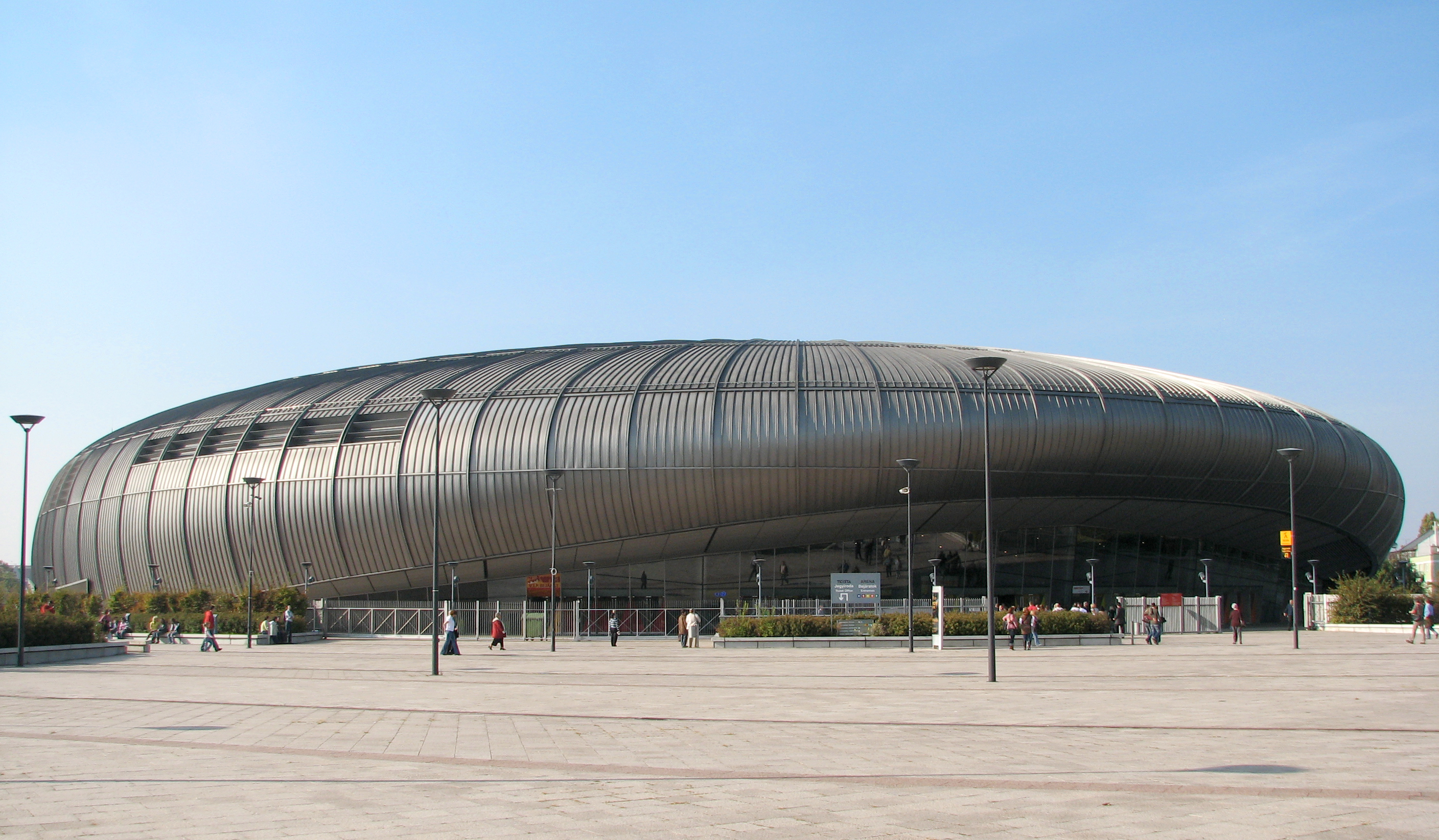
Budapešťská sportovní hala Lászlo Pappa

Halového MS v atletice 2004 se ve dnech 5. – 7. března účastnilo 11 českých atletů (5 mužů a 6 žen). Šampionát probíhal v budapešťské sportovní aréně pojmenované po maďarském boxerovi László Pappovi, ve které se halové MS uskutečnilo již v roce 1989. 
Čeští reprezentanti vybojovali kompletní medailovou sbírku. Nejcennější kov získal vícebojař Roman Šebrle, který se stal podruhé v kariéře halovým mistrem světa v sedmiboji. Titul korunoval výkonem 6 438 bodů, kterým vytvořil nový halový evropský rekord. Za tehdejším světovým rekordem Dana O'Briena zaostal o 38 bodů. Stříbrnou medaili získal tyčkař Adam Ptáček. Bronz ve skoku do výšky vybojoval s Jaroslavem Bábou také Rumun Ştefan Vasilache a tehdy jamajský reprezentant Germaine Mason.
Nejmladší členkou výpravy byla Denisa Ščerbová, které v době šampionátu bylo pouhých 17 let. Do finále skoku do dálky však nepostoupila, když výkonem 650 cm v kvalifikaci obsadila 11. místo.

## Výsledky

### Muži
| Atlet            | Disciplína    | Kvalifikace | Kvalifikace | Rozběh  | Rozběh   | Semifinále | Semifinále | Finále      | Finále           |
| Atlet            | Disciplína    | Výkon       | Umístění    | Výkon   | Umístění | Výkon      | Umístění   | Výkon       | Umístění         |
| ---------------- | ------------- | ----------- | ----------- | ------- | -------- | ---------- | ---------- | ----------- | ---------------- |
| Michal Šneberger | 1500 m        |             |             | 3:42,11 | 9.       |            |            | nepostoupil | nepostoupil      |
| Jaroslav Bába    | Skok do výšky | 2,27 m      | 5. =        |         |          |            |            | 2,25 m      | Bronzová medaile |
| Tomáš Janků      | Skok do výšky | 2,20 m      | 16. =       |         |          |            |            | nepostoupil | nepostoupil      |
| Adam Ptáček      | Skok o tyči   | 5,70 m      | 2. =        |         |          |            |            | 5,70 m      | Stříbrná medaile |

Sedmiboj
| Roman Šebrle  | Sedmiboj     |          |            |               |
| Roman Šebrle  | Disciplína   | Výsledek | Body       | Umístění      |
| ------------- | ------------ | -------- | ---------- | ------------- |
|               | Běh na 60 m  | 6,97 s   | 893        | 4.            |
| Skok daleký   | 7,96 m       | 1 050    | 2.         |               |
| Vrh koulí     | 16,28 m (PB) | 869      | 1.         |               |
| Skok do výšky | 2,11 m       | 906      | 1.         |               |
| 60 m přek.    | 7,95 s       | 994      | 4.         |               |
| Skok o tyči   | 4,80 m       | 849      | 4.         |               |
| Běh na 1000 m | 2:39,67      | 877      | 1.         |               |
| Celkově       |              |          | 6 438 (ER) | Zlatá medaile |

### Ženy
| Atletka           | Disciplína    | Kvalifikace | Kvalifikace | Rozběh  | Rozběh   | Semifinále   | Semifinále   | Finále       | Finále       |
| Atletka           | Disciplína    | Výkon       | Umístění    | Výkon   | Umístění | Výkon        | Umístění     | Výkon        | Umístění     |
| ----------------- | ------------- | ----------- | ----------- | ------- | -------- | ------------ | ------------ | ------------ | ------------ |
| Andrea Šuldesová  | 1500 m        |             |             | 4:13,66 | 13.      |              |              | nepostoupila | nepostoupila |
| Lucie Škrobáková  | 60 m přek.    |             |             | 8,29 s  | 25.      | nepostoupila | nepostoupila | –            | –            |
| Zuzana Hlavoňová  | Skok do výšky | 1,86 m      | 15.         |         |          |              |              | nepostoupila | nepostoupila |
| Kateřina Baďurová | Skok o tyči   | 4,10 m      | 17.         |         |          |              |              | nepostoupila | nepostoupila |
| Denisa Ščerbová   | Skok daleký   | 6,50 m      | 11.         |         |          |              |              | nepostoupila | nepostoupila |
| Šárka Kašpárková  | Trojskok      | 13,87 m     | 21.         |         |          |              |              | nepostoupila | nepostoupila |